# Pottok

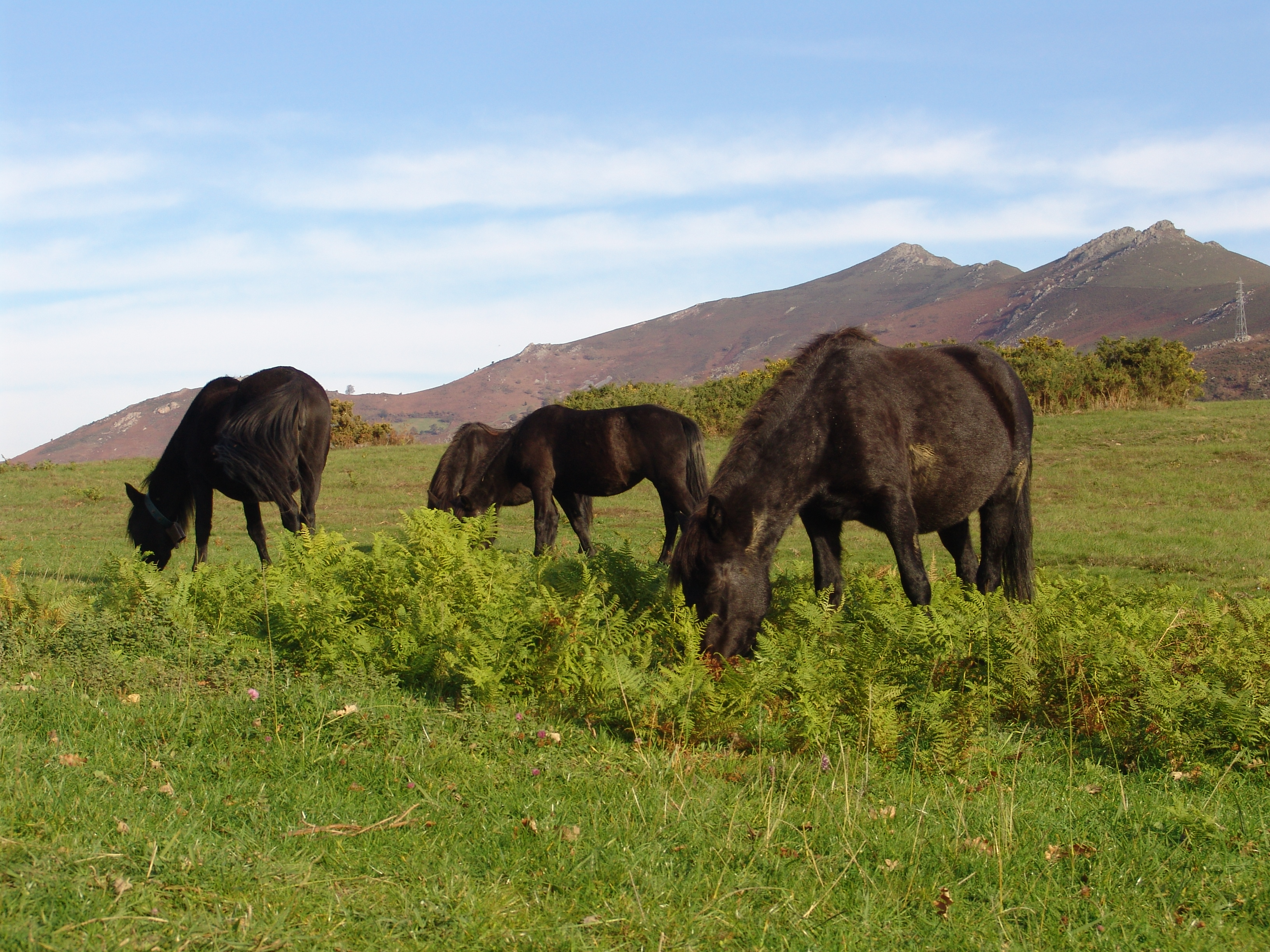
Pottoks in hun natuurlijke omgeving

De pottok, pottock of pottoka (Baskisch voor "klein paard") is ook wel bekend onder de naam Baskische pony naar zijn geboortegrond, een gebied in de Pyreneeën dat in Frans- en Spaans Baskenland valt.

## Exterieur
Het zijn pony's van het zogenaamde 'Keltische type', waar onder andere ook de garrano, de asturcon en de exmoorpony onder vallen. Hun aantal is sterk teruggelopen door verlies van habitat en het kruisen met andere paarden en pony's. Zo zijn er in de vorige eeuw nogal wat bonte varianten gefokt voor circuswerk. Er werden ook stevigere pony's gefokt voor boerderijwerk, dat deed men door te kruisen met trekpaarden. En er is Iberisch bloed toegevoegd om grotere rijpony's te krijgen. De originele pottok was bruin of zwart, maar door het kruisen bestaan ze nu in alle kleuren, inclusief bont.

## Karakter en gebruik
Als werkpony kunnen ze gebruikt worden onder het zadel en in het tuig. Ze hebben een vriendelijk en zelfstandig karakter en zijn goed te hanteren.

## Geschiedenis
Er zijn nog maar ruwweg 150 volbloed-pottok-fokmerries in Frans Baskenland. Daardoor behoren ze nu tot de met uitsterven bedreigde, zeldzame rassen. Men is begonnen met het beschermen van het ras en zijn omgeving in het reservaat in Bidarray, Basse-Navarre. Men is er nog niet goed uit hoe de populatie het best vergroot kan worden, door alleen volbloedpottoks te gebruiken of een aantal niet-volbloedpony's te gebruiken om sneller meer pottokachtige pony's te fokken. Evenals bij de andere Keltische rassen hebben alle in het wild lopende pottoks een eigenaar.

## Fokkerij
Er bestaan in Spanje, Frankrijk en ook in Zwitserland fokorganisaties en stoeterijen die zich toeleggen op het ras.

## Afbeeldingen

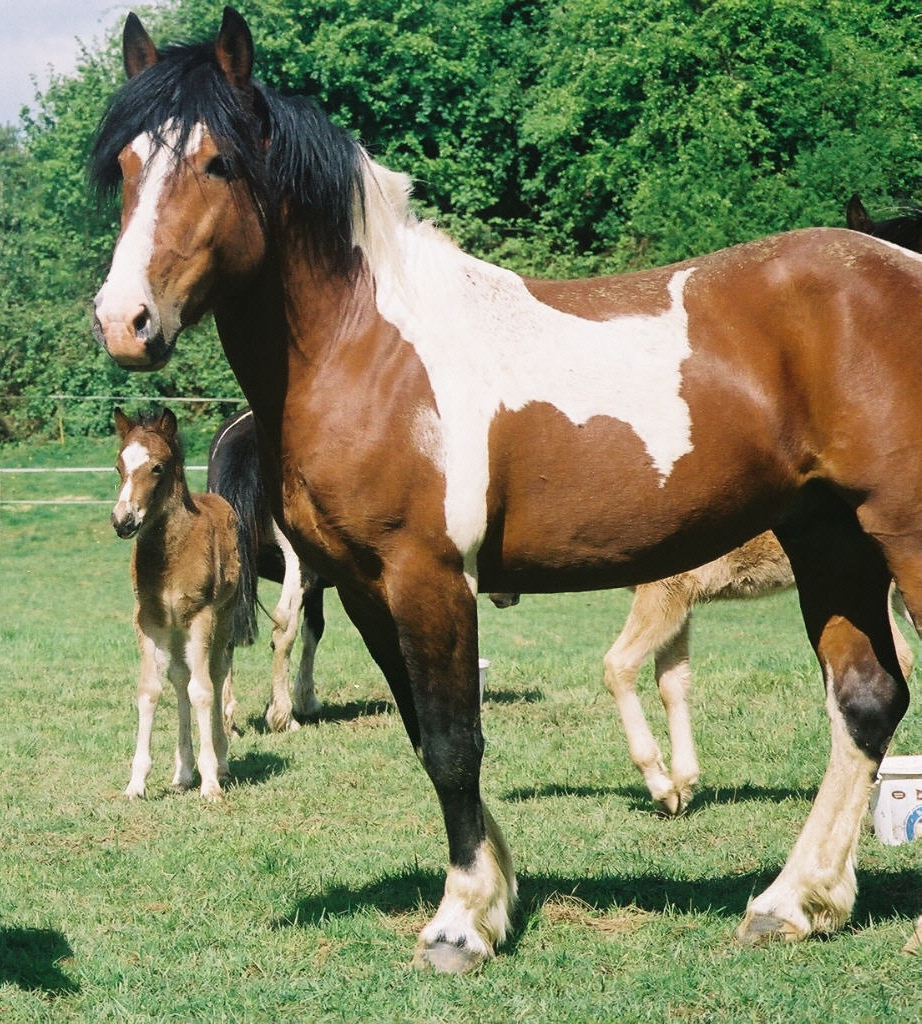
Pottokpony's met veulens
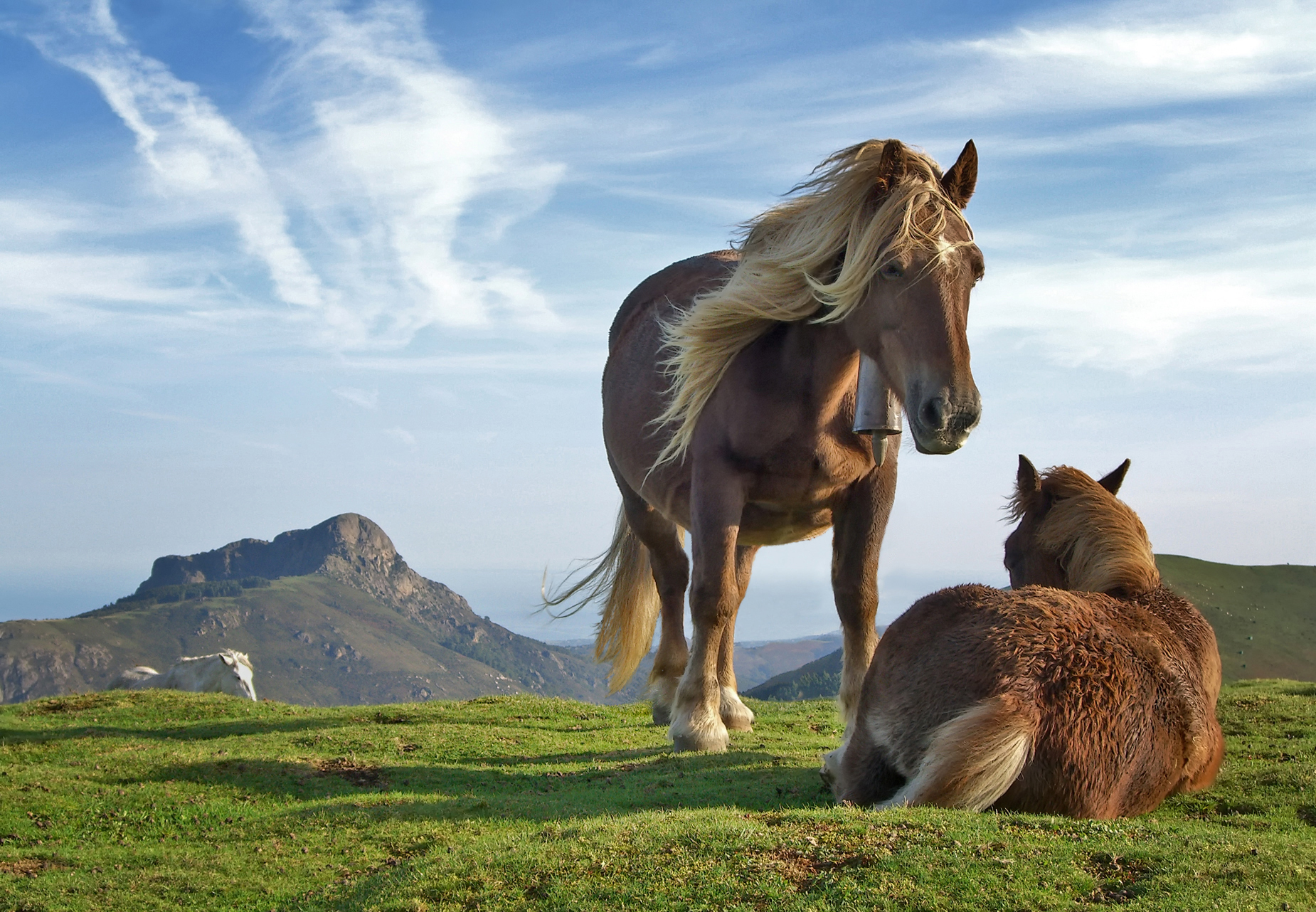
Halfwilde kudde

Aegidienberger · 
Albanees paard · 
Ariégeois ·
Avelignese · 
Bardigiano · 
Connemarapony · 
Dalespony · 
Dartmoorpony · 
Dülmener · 
Eriskay pony · 
Exmoorpony · 
Fellpony · 
Fjord · 
Garrano · 
Giara-paard · 
Gotlandpony · 
Hackneypony · 
Haflinger · 
Haflo-arabier · 
Highlandpony · 
Huzule · 
IJslander · 
Konik · 
Lewitzer · 
Mérens · 
Newforestpony ·
Pottok ·
Salerno · 
Shetlandpony · 
Skyros · 
Sorraia · 
Welsh pony